# Монастырь Боджани
Монастырь Боджани (серб. Манастир Бођани) — монастырь Сербской православной церкви в селе Боджани (Бачка, Воеводина). Монастырь был основан купцом Богданом из Далмации в 1478 году. После разорения со стороны турок, в 1555 году он был обновлен. В 1695 году церковь вновь была разорена, но три года спустя её восстановили. Современную церковь в XVII столетии построил Михайло Темешварлия из Сегеда. В 1991 году, во время войны в Хорватии, монастырь был подвергнут минометному обстрелу со стороны хорватских войск. После 1991 года монастырь некоторое время был женским, но сейчас в нем проживают монахи из Ковина.